# 아마 사원

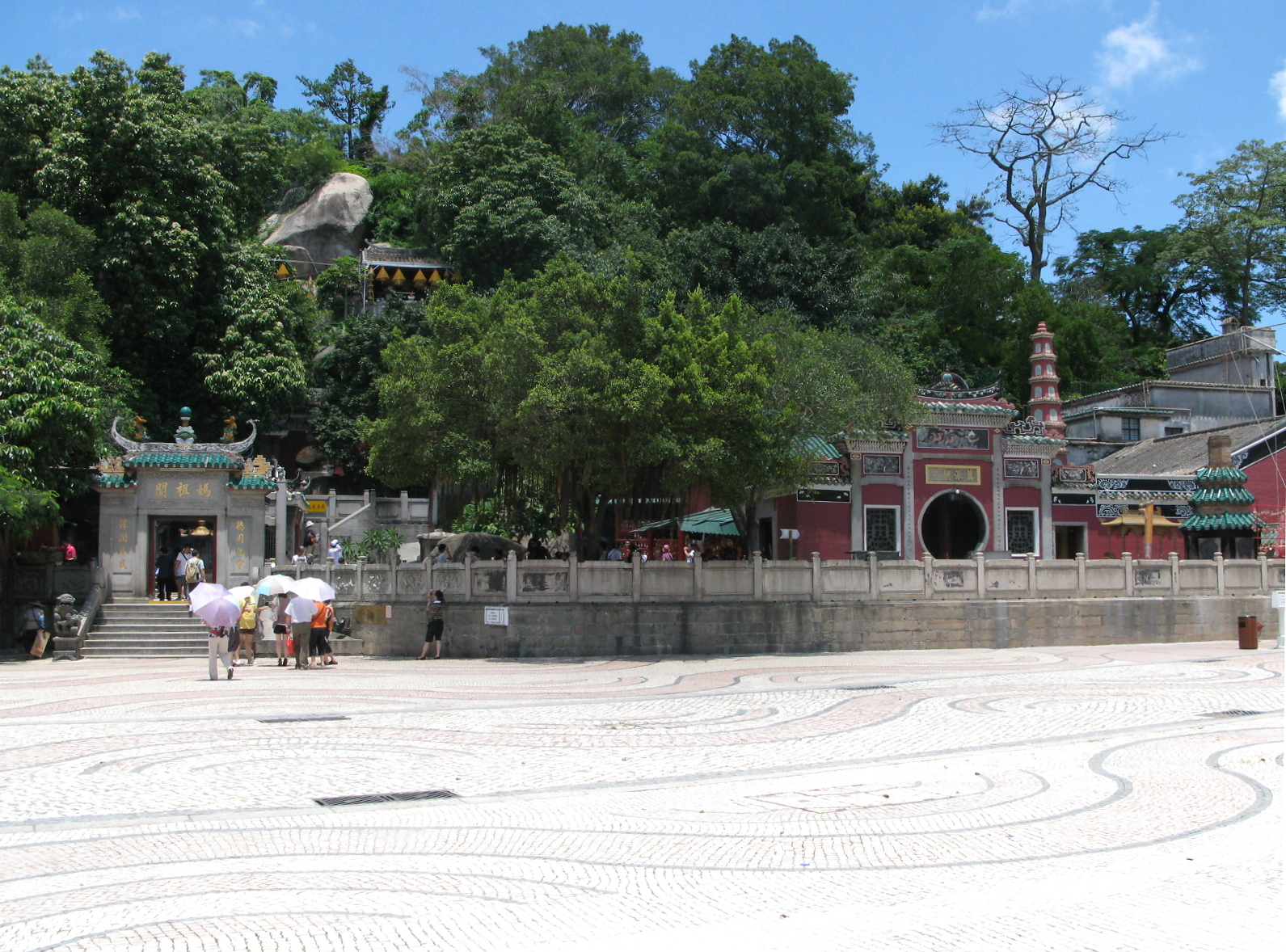

아마 사원(A-Ma Temple)은 마카오에서 가장 오래된 중국식 절이다. 약 600여년 전에 세워진 것으로 추정된다. 1554∼1557년 사이에 포르투갈인들이 마카오에 정착할 즈음에 유럽인들이 이 지역의 이름을 아마 여신의 이름을 따서 ‘아마가오’ 또는 ‘아마베이’로 바꾸어 불렀다. 선원들의 수호신 ‘아마’를 모신 묘로, 매년 음력 3월 23일에는 아마 여신의 축제가 열린다.

## 같이 보기
- 관음당
- 천리안